# Meindert DeJong
Meindert DeJong, także De Jong (ur. 4 marca 1906 w Wierum, Fryzja, zm. 16 lipca 1991) – amerykański pisarz pochodzenia holenderskiego, autor książek dla dzieci.
Przybył do USA wraz z rodziną w 1914. Studiował m.in. na Uniwersytecie Chicagowskim, ale stopni naukowych nie uzyskał. W okresie wielkiego kryzysu imał się różnych zajęć; w 1938 debiutował jako autor dla dzieci książką The Big Goose and the Little White Duck. W czasie II wojny światowej służył w armii amerykańskiej w Chinach. Po wojnie powrócił do literatury dziecięcej. Przez lata mieszkał w Meksyku, potem w Michigan, wreszcie w Karolinie Południowej.
Do najbardziej znanych powieści DeJonga można zaliczyć: Journey from Peppermint Street, The House of Sixty Fathers. W Polsce ukazały się jego trzy powieści: "Sydraczek" (1953, wyd. pol. 1973), "Gniazdo na szkole" (The Wheel on the School,1954, wyd. pol. 1961) i "Wracaj do domu, Karmelku" (1953, wyd. pol. 1973). Pisarz otrzymał szereg nagród, m.in. Medal im. Hansa Christiana Andersena w 1962. 